# Веларде (Нью-Мексико)
Веларде (англ. Velarde) — переписна місцевість (CDP) в США, в окрузі Ріо-Арріба штату Нью-Мексико. Населення — 514 особи (2020).

## Географія
Веларде розташований за координатами 36°9′33″ пн. ш. 105°57′32″ зх. д. / 36.15917° пн. ш. 105.95889° зх. д. (36.159292, -105.958756).  За даними Бюро перепису населення США в 2010 році переписна місцевість мала площу 6,68 км², з яких 6,61 км² — суходіл та 0,07 км² — водойми.

## Демографія
Згідно з переписом 2010 року, у переписній місцевості мешкали 502 особи в 222 домогосподарствах у складі 136 родин. Густота населення становила 75 осіб/км².  Було 271 помешкання (41/км²).
Расовий склад населення:
| - 61,2 % — білих - 3,6 % — корінних американців - 31,3 % — осіб інших рас |

До двох чи більше рас належало 4,0 %. Частка іспаномовних становила 84,9 % від усіх жителів.
За віковим діапазоном населення розподілялося таким чином: 22,1 % — особи молодші 18 років, 62,0 % — особи у віці 18—64 років, 15,9 % — особи у віці 65 років та старші. Медіана віку мешканця становила 42,3 року. На 100 осіб жіночої статі у переписній місцевості припадало 104,1 чоловіків;  на 100 жінок у віці від 18 років та старших — 110,2 чоловіків також старших 18 років.
Медіана доходів становила 91 528 доларів для чоловіків та 51 299 доларів для жінок. За межею бідності перебувало 12,7 % осіб, у тому числі 0,0 % дітей у віці до 18 років та 0,0 % осіб у віці 65 років та старших.
Цивільне працевлаштоване населення становило 296 осіб. Основні галузі зайнятості: будівництво — 21,3 %, мистецтво, розваги та відпочинок — 20,9 %, публічна адміністрація — 19,9 %.